# Mimosa paraizensis
Mimosa paraizensis är en ärtväxtart som beskrevs av Paul Hermann Wilhelm Taubert. Mimosa paraizensis ingår i släktet mimosor, och familjen ärtväxter. Inga underarter finns listade i Catalogue of Life.